# Peter Schwede

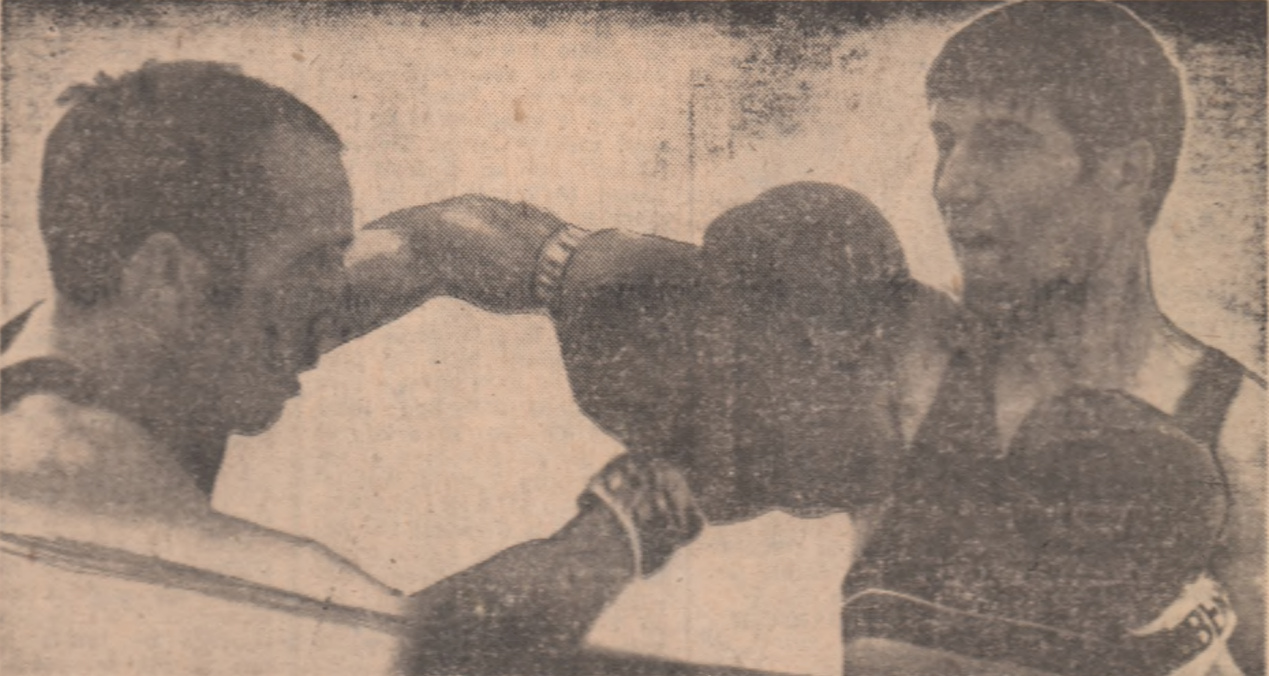
Peter Schwede gegen Calistrat Cuțov bei der EM 1969

Peter Schwede (* 1940er ) ist ein ehemaliger deutscher Boxer.

## Leben
Schwede wuchs im Hamburger Stadtteil St. Pauli auf. Ende April 1969 wurde er im Alter von 24 Jahren deutscher Amateurboxmeister im Leichtgewicht. Der bei der Müllabfuhr beruflich tätige Schwede bezwang im Finale in West-Berlin Ingo Gutt durch Abbruch in der dritten Runde. Der Meistertitel des Boxers vom Hamburger Verein BC Sportmann galt als große Überraschung, betreut wurde Schwede von Trainer Werner Minuth. Nach diesem Erfolg nahm Schwede rund einen Monat später an der Europameisterschaft in Bukarest teil. Ihm wurde der Rumäne Calistrat Cuțov als Erstrundengegner zugelost, der bei den Olympischen Sommerspielen 1968 Bronze gewonnen hatte. Schwede unterlag dem Rumänen, der im weiteren Turnierverlauf Europameister wurde, nach Punkten.